# Systoechus aurulentus
Systoechus aurulentus är en tvåvingeart som först beskrevs av Christian Rudolph Wilhelm Wiedemann 1820.  Systoechus aurulentus ingår i släktet Systoechus och familjen svävflugor. Inga underarter finns listade i Catalogue of Life.